# Гачац
Гачац (лат. Corvus frugilegus) птица је из породице врана (Corvidae). Насељава подручје Евроазије. Црне је боје са белим кљуном, око чијег корена се налази гола бела кожа. Воли да се гнезди у колонијама на градском дрвећу (у парковима и булеварима). Често га људи мешају са гавраном.

## Изглед
Гачац се од осталих врста врана разликује по кљуну сиво-беле боје са црним врхом и пернатим „гаћама” око ногу. Дужине је обично 45-47 цм. Често се колоније гачаца налазе у градским парковима, и људи га због величине мешају са гавранима. Његово црно перје на јакој светлости добија плаве и љубичасте преливе.
Младунци гачца више личе на обичне вране, јер им перје око кљуна опада тек око шестог месеца живота.

## Исхрана
Гачац се храни крупним бескичмењацима - инсектима и њиховим ларвама, семењем и плодовима биљака, понекад и ситнијим сисарима. У градској средини једе и остатке људске хране из канти или са улице, тако да је чест на местима где се окупља велики број људи, али храну сакупља најчешће у јутарњим сатима, када нема много пролазника.

## Гнежђење
Гачац се гнезди у колонијама које броје најчешће 80-100 парова. Почињу да праве гнезда крајем фебруара и почетком марта. Гнезда им се налазе на највишим врховима дрвећа, а праве их од гранчица које откидају са дрвећа или краду са околних гнезда, ретко узимајући оне са тла.
Женка гачца најчешће излегне 3-5 јаја у генерацији, а инкубација траје 16-18 дана. Оба родитеља су задужена за исхрану младих, који почињу да лете са 32-33 дана.
На јесен се нова генерација окупља у велика јата и чини се да уживају у јаким јесењим ветровима.

## Оглашавање
Гласан, назални грак са котрљјућим "р", који звучи као "гааак", "грааак" или "гра-гра-грааа" који варирају у висини, посебно у околини колонија. У време гнежђења бука око колонија може бити заглушујућа.

## Галерија
- Гачац
- Гачац у парку